# Ambassade de Russie à Cuba
L'ambassade de Russie à Cuba est la représentation diplomatique de la fédération de Russie en république de Cuba. Elle est située à La Havane, la capitale du pays.
Son ambassadeur est, depuis le 14 avril 2008, Mikhaïl Leonidovitch Kamynine (ru).

## Localisation
L'ambassade de Russie à Cuba est située dans le quartier de Miramar où se trouvent de nombreuses autres représentations diplomatiques. Elle se trouve au numéro 6402 de la Quinta Avenida, entre la 62e et la 66e rue, sur un terrain d'environ 4 hectares situé près des côtes.

## Historiques
La construction du site et des édifices a débuté en décembre 1978 et s'est achevé en novembre 1987 pour ses bâtiments de bureaux. Elle abrite à l'origine l'ambassade de l'Union soviétique, puis après sa dissolution en 1991, l'ambassade de Russie.

## Ambassadeurs
- Maxime Litvinov, 1942-1943
- Andreï Gromyko (stationné à Washington D.C.), 1943-1946

pas de relations de 1946 à 1960
- Serguei Mikhaïlovitch Koudriavtsev (ru), 1960-1962
- Alexandre Ivanovitch Alexeïev (ru), conseiller d'ambassade 1962-1968
- Alexandre Alexeïevitch Soldatov (ru), 1968-1970
- Nikita Pavlovitch Toloubeïev (ru), 1970-1979
- Vitali Vorotnikov, 1979-1982
- Konstantin Fedorovitch Katouchev (ru), 1982-1985
- Alexandre Kapto, 1985-1989
- Iouri Vladimirovitch Petrov (ru), 1989-1991
- Arnold Kalinine (ru), 25 décembre 1991 - 6 mai 2000
- Andreï Dmitriev (ru), 27 juin 2000 - 14 avril 2008
- Mikhaïl Leonidovitch Kamynine (ru), depuis le 14 avril 2008